# Brachtia glumacea
Brachtia glumacea es un género de orquídeas epifitas originaria de Venezuela. 

## Características
Son orquídeas de tamaño pequeño que prefieren el clima fresco. Tienen hábitos de epífita con pseudobulbos ovoides,  envueltos lateralmente por unas pocas vainas foliares dísticas,  y con una sola hoja apical, coriácea, linear-oblonga a lineare-oblanceolada, obtusa, carenada dorsalmente, atenuada y conduplicada hojas basales. Florece en una inflorescencia racemosa, axilar, erecta a   horizontal, de  10 a 26 cm de largo, con de 2 a 3 flores, bien espaciadas, ajustadas, con brácteas florales agudas y escariosas, agudas, ovadas a   ovadas-elípticas.

## Distribución
Se encuentra en Colombia y noroeste de Venezuela, a elevaciones de 1900 a 2000 metros.  

## Taxonomía
Brachtia glumacea fue descrita por Heinrich Gustav Reichenbach y publicado en Linnaea 22: 853. 1849[1850].
Sinónimos
- Oncodia glumacea (Rchb.f.) Lindl.[3][4]